# En julsaga (film, 2009)
En julsaga (engelska: A Christmas Carol) är en amerikansk animerad långfilm från Disney baserad på Charles Dickens klassiker En julsaga. Filmen är regisserad av Robert Zemeckis och hade biopremiär i USA den 6 november 2009 som den första från Disney med Jim Carrey i huvudrollen som Ebenezer Scrooge. Filmens temalåt God Bless Us Everyone sjungs av Andrea Bocelli.

## Handling
Året är 1843 i London. Ebenezer Scrooge (Jim Carrey) är en sur och girig gubbe som hatar julen. På julaftonskvällen får Scrooge besök av sin sedan sju år tillbaka bortgångne kompanjon Jacob Marleys (Gary Oldman) vålnad. Marley säger att Scrooge måste bättra sig så att denne inte får ännu tyngre och längre kedjor än de han själv har. Scrooge blir sedan hemsökt av tre andar som tar med honom på en resa där han skall återupptäcka det som han för längesen har lämnat ifrån sig - den sanna meningen med julen.

## Rollista (i urval)
| Jim Carrey        | – Ebenezer Scrooge / de tre julandarna                            |
| Gary Oldman       | – Bob Cratchit / Jacob Marley / Lille Tim (motion capture)        |
| Colin Firth       | – Fred, Scrooges systerson och enda levande släkting              |
| Bob Hoskins       | – Mr. Fezziwig / Gamle Joe                                        |
| Robin Wright Penn | – Belle, Scrooges f.d. fästmö / Fan Scrooge, Scrooges lillasyster |
| Cary Elwes        | – En välgörare som ber Scrooge om pengar till de fattiga          |
| Fionnula Flanagan | – Mrs. Dilber, Scrooges hushållerska                              |
| Lesley Manville   | – Mrs. Cratchit, Bobs hustru                                      |
| Leslie Zemeckis   | – Janet Holywell, Freds hustru                                    |
| Ryan Ochoa        | – Lille Tim (röst)                                                |

### Fotnoter
1. ↑  ”A Christmas Carol” (på engelska). Box Office Mojo. 6 november 2009. http://www.boxofficemojo.com/movies/?id=christmascarol09.htm. Läst 8 september 2016.
2. ↑  Mårten Blomkvist (6 november 2009). ”Disney's En julsaga”. Dagens nyheter. http://www.dn.se/kultur-noje/filmrecensioner/disneys-en-julsaga/. Läst 20 augusti 2016.